# Edwin Hatch

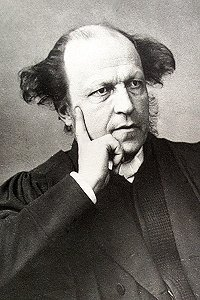
Edwin Hatch

Edwin Hatch (* 4. September 1835 in Derby, Derbyshire, England; † 10. November 1889 in Oxford) war ein englischer Theologe und Septuagintaforscher.

## Biografie
Edwin Hatch ist den 4. September 1835 zu Derby, das an dem Fluss Derwent in der Grafschaft Derbyshire gelegen ist, geboren. 1844 kam er in Birmingham, wohin seine Eltern übergesiedelt waren, auf die King Edward’s School, deren Leitung in den Händen von James Prince Lee (1804–1869) lag. Dieser Schule hatten auch Joseph Barber Lightfoot (1828–1889) und Brooke Foss Westcott (1825–1901) ihre Ausbildung zu verdanken. Hatch gehörte dieser Schule bis zu dem Jahr 1853 an. In demselben Jahr ging er an die Universität Oxford, nachdem er schon 1852 bei Gelegenheit ihres dreihundertjährigen Jubiläums mit dem Essay „The Social Condition of England in the Times of Edward VI“ einen Preis gewonnen hatte. An das Ende seiner Schulzeit fällt sein Entschluss, sich der Hochkirche anzuschließen, zu dem ihn der Einfluss seines Freundes John Cale Miller (1814–1880) bewog. Seine Eltern waren Nonkonformisten gewesen.
In Oxford sammelte sich ein Kreis junger Männer, die gemeinsame Schulerinnerungen zusammenführten. Zu ihm gehörten Richard Watson Dixon (1833–1900), Charles Joseph Faulkner (1833–1892), William Morris (1834–1896) und später Algernon Charles Swinburne (1837–1909). In seinen Oxforder Studienjahren fallen die ersten literarischen Veröffentlichungen, mit denen Hatch vor die Öffentlichkeit trat. Essays und Skizzen über philosophische, literarhistorische und historische Gegenstände lieferte er den Zeitschriften The Church Quarterly Review, The London Quarterly Review, The Illustrated London News, Bentley’s Miscellany, The Examiner und The Record. Eine Zeitlang trug er sich mit dem Gedanken, selbst eine Zeitung zu gründen. Dieser Plan zerschlug sich jedoch.
1857 bestand Hatch die Prüfung (second class in classics), und ein Jahr später gewann er mit einer Abhandlung The Lawfulness of War den Ellerton Prize. Nach kurzer Zwischenzeit, die durch die Mastership at Cowbridge School ausgefüllt wurde, erhielt er die Ordination. Das Jahr 1859 brachte ihm einen Ruf nach Amerika ein, ihm wurde eine Professur für klassische Sprachen und Philosophie am Trinity College in Toronto (Ontario) angeboten. Sein neues Amt versetzte ihn in die Notwendigkeit, die klassische Literatur und die Schriften der griechischen Philosophen genau zu studieren. Hatch zog deshalb die Stoiker, die Rhetoren und die Sophisten der Kaiserzeit in den Kreis seiner Studien. In Toronto blieb er bis 1862, dann folgte er einem Ruf als Rektor der Hochschule in Quebec. Nachdem er fünf Jahre lang diese Stelle bekleidet hatte, kehrte er in sein Heimatland zurück.
1867 erhielt Hatch das Amt eines Vice Principal of St Mary Hall in Oxford, neben diesem Amt noch die Grinfield Lectorship on the LXX. Die Richtung, die er in seinen Untersuchungen vertrat, wurde als etwas ganz Neues und Ungeheuerliches empfunden: Es schien ein Frevel an der Religion zu sein, dem Ursprung des altkirchlichen Dogmas mit den Mitteln der historischen Kritik nachgehen und die Gründe für die zu Tage tretenden Änderungen, Umbildungen und Umwandlungen aufsuchen zu wollen. Allmählich aber stellten sich Erfolge und Anerkennung ein. Die Universität Edinburgh ernannte ihn 1883 zu einem Dr. theol., und 1884 wurde er Reader in Ecclesiastical History.
Im Jahr 1880 wurden Hatch die Bampton Lectures übertragen, und 1888 hielt er die Serie der Hibbert Lectures. In ihnen trat er ein letztes Mal vor ein größeres Publikum. Hatch verstarb am 11. November 1889 in Oxford. „Vier Tage später“, schrieb William Sanday in The Expositor, „bewegte sich ein Zug von Freunden aus Nah und Fern, von Freunden, die in einer Reihe mit ihm, und solchen, die in den Reihen seiner Gegner gestanden hatten, durch den stillen Friedhof von Holywell. Rings umher atmete alles den Frieden, den dieser hohe, weitschauende Geist gefunden hatte, und die lauen Strahlen der Herbstsonne beschienen, wie ein Blick aus Himmelshöhen, den Lauf, der sein Ende im Schauen Gottes gefunden hatte, was er auch in den Augen der Menschen gewesen sein mochte.“

## Schriften
- On the Organization of the Early Christian Churches. Eight Lectures Delivered before the University of Oxford, in the Year 1880. Rivingtons, London 1881 (archive.org).
  - Deutsche Ausgabe: Die Gesellschaftsverfassung der christlichen Kirchen im Alterthum. Acht Vorlesungen von Edwin Hatch. J. Rickerm Gießen 1883, Üb. Adolf Harnack (archive.org).
- The Growth of Church Institutions. Hodder and Stoughton, London 1887 (archive.org).
  - Amerikanische Ausgabe 1887. New York: Thomas Whittaker (archive.org).
  - Deutsche Ausgabe: Die Grundlegung der Kirchenverfassung Westeuropas im frühen Mittelalter. Vom Verfasser autorisierte Uebersetzung, besorgt von Adolf Harnack. J. Ricker, Gießen 1888.
  - Zweite britische Ausgabe 1888 (archive.org).
- Essays in Biblical Greek. Clarendon, Oxford 1889 (archive.org).
- Towards Fields of Light. Sacred Poems. Hodder and Stoughton, London 1889 (Hathitrust)
- 1890 (posthum): The Influence of Greek Ideas and Usages upon the Christian Church (= A. M. Fairbairn (Hrsg.): The Hibbert Lectures 1888). Williams and Norgate, London 1890 (archive.org).
  - Deutsche Ausgabe 1892: Griechentum und Christentum. Zwölf Hibbertvorlesungen über den Einfluss griechischer Ideen und Gebräuche auf die christliche Kirche. Deutsch von Erwin Preuschen. Mit Beilagen von Adolf Harnack und dem Übersetzer. J. C. B. Mohr, Freiburg i. Br. 1892 (Hathitrust).
  - A. M. Fairbairn (Hrsg.): Sechste britische Ausgabe Williams and Norgate, London 1897 (archive.org).

posthum
- Memorials of Edwin Hatch, D.D., Edited by his Brother. Hodder and Stoughton, London 1890 (archive.org).
- The God of Hope. 1890.
- zusammen mit Henry A. Redpath: A Concordance to the Septuagint and the other Greek Versions of the Old Testament (including the Apocryphal Books). Clarendon Press, Oxford 1897–1906 (gescannt auf Commons)